# Aprosodia
El término aprosodia se refiere a un trastorno neurológico caracterizado por la incapacidad de una persona para transmitir o interpretar correctamente la prosodia, es decir, el ritmo, el tono, el acento, la entonación, etc. Estas deficiencias neurológicas están asociadas a daños en las áreas de producción del lenguaje hemisferio cerebral no dominante.

## Clasificación
Existen dos tipos principales de aprosodia según el área cerebral afectada:
- Lesión en el área de Wernicke del hemisferio dominante
- Lesión en el área de Broca del hemisferio contradominante

## Patogenia
La lesión de las regiones del hemisferio dominante en el área de Wernicke genera síntomas producto del trastorno de la decodificación de la prosodia del habla, por lo cual el afectado no puede entender el contexto del mensaje y no puede expresarlo en un sentido similar y coherente. 
Por otro lado, una lesión en el área de Broca del lado no dominante produce un trastorno para expresar prosodia al hablar, el paciente quiere hablar con una emoción que no puede manifestar. Este trastorno puede detectarse en la práctica clínica debido a que el paciente produce un lenguaje correcto, pero su expresión es monótona y fría. Usualmente los pacientes con esta patología son percibidos fríos, calculadores, deprimidos o incluso indiferentes.

## Cuadro clínico
Las variaciones del énfasis melódico y la entonación de las palabras al momento de hablar influye de manera significativa en el ciclo de la comunicación. Esta se denota al hacer expresiones afirmativas e interrogativas cuya secuencia de palabras puede ser idéntica pero su contexto es diferente. En caso de existir un daño en las áreas perisilvanas del hemisferio no dominante causa el síndrome de aprosodia. 